# قطعنامه ۱۵۶۱ شورای امنیت
قطعنامه  ۱۵۶۱ شورای امنیت سازمان ملل متحد که در تاریخ ۱۷ سپتامبر ۲۰۰۴ تصویب شد، سندی بین‌المللی دربارهٔ بررسی وضعیت در لیبریا است. این قطعنامه طی نشست ۵۰۳۶ام با ۱۵ رای موافق، ۰ مخالف و ۰ ممتنع تصویب شد.